# جون جاي هووكر
جون جاي هووكر هو محامي وشخصية أعمال وسياسي أمريكي، ولد في 24 أغسطس 1930 في ناشفيل في الولايات المتحدة، وتوفي بنفس المكان في 24 يناير 2016. نشط حزبياً في الحزب الديمقراطي.